# James Callaghan
Leonard James Callaghan, Baró Callaghan de Cardiff KG PC (27 de març de 1912 – 26 de març de 2005), polític laborista que fou Primer Ministre del Regne Unit entre 1976 i 1979, i Lord vitalici des de 1987. Fou un polític popular, moderat i optimista, fet que li va fer guanyar-se l'afectuós sobrenom de Sunny Jim (Alegre Jim).

## Biografia
Leonard James Callaghan va néixer a Portsmouth, una ciutat costanera del sud d'Anglaterra. A la seva autobiografia, titulada Time and chance, va recordar les dificultats econòmiques de la seva infantesa i l'ajuda donada per un diputat laborista quan morí el seu pare, James, nou anys més tard. Segons escrigué: "Des de llavors sempre vàrem ser laboristes".
El jove Jim deixà els estudis als 16 anys i trobà treball com a oficinista fiscal abans d'enrolar-se a la Royal Navy durant la Segona Guerra Mundial.

## Trajectòria política
James Callaghan s'inicià a la política, com a diputat per Cardiff, el 5 de juliol de 1945. Durant aquells anys va desenvolupar diversos càrrecs sindicals, però nou fou fins al 1963, amb la mort de Hugh Gaitskell, quan optà per primera vegada al lideratge del Partit Laborista.
Callaghan arribà al número 10 de Downing Street després de la dimissió de Harold Wilson, el 1976, i després d'haver exercit com a responsable dels tres ministeris més importants del govern: Chancellor of the Exchequer (ministre de Finances) durant el 1964; ministre de l'Interior, el 1967; i cap del Foreign Office (ministeri d'Afers Exteriors) el 1974. Fou aquesta llarga experiència en tasques de govern i el seu perfil com a candidat més neutral dins del Partit Laborista, el que li van permetre assolir la direcció del partit i el lideratge del govern el 1976.
Tot i això, aquesta trajectòria política passà per moments de greu dificultat i decisions polèmiques. Per exemple, al capdavant del Ministeri de Finances, Callaghan es resistí a devaluar la lliura esterlina fins que la realitat va fer inevitable la depreciació de la moneda i la seva sortida del ministeri, el 1967.
Posteriorment, com a ministre de l'Interior, ordenà el desplegament de tropes britàniques a l'Ulster, després de les primeres manifestacions en defensa dels drets civils i els enfrontaments amb la població protestant. D'altra banda, com a ministre d'Exteriors durant el govern de Wilson, Callaghan va encapçalar l'equip negociador que va permetre l'entrada del Regne Unit a la Comunitat Econòmica Europea.
Els seus tres anys de govern com a Primer Ministre van acabar en l'anomenat Hivern del descontentament, amb el país gairebé paralitzat per les contínues vagues sindicals. Aquesta situació va permetre l'ascens del Partit Conservador, que va acabar per plantejar una moció de censura al Parlament. Callaghan va perdre la votació per un sol vot, cosa que portà la seva caiguda i la convocatòria d'eleccions generals el 1979, que donaren la victòria a la conservadora Margaret Thatcher.
Ja com a ex-Primer Ministre, Callaghan ocupà el seu escó a la Cambra dels Comuns fins a l'any 1987, quan fou proclamat Lord Callaghan de Cardiff i passà a formar part de la Cambra dels Lords com a Lord vitalici.

### Obituari
En saber-se de la seva mort, el web de la BBC va escriure que Callaghan "Fou víctima dels esdeveniments, del temps i del destí, contra els que va lluitar constantment com a primer ministre britànic".